# Sloveens voetbalelftal in 2001
Het Sloveens voetbalelftal speelde in totaal twaalf interlands in het jaar 2001, waaronder negen duels in de kwalificatiereeks voor het WK voetbal 2002 in Japan en Zuid-Korea. De ploeg stond onder leiding van bondscoach Srečko Katanec, die de selectie voor de tweede maal op rij naar een eindtoernooi wist te loodsen door in de play-offs Roemenië over twee duels te verslaan. Op de in 1993 geïntroduceerde FIFA-wereldranglijst steeg Slovenië in 2001 van de 35ste (januari 2001) naar de 25ste plaats (december 2001).

## Balans
| Wedstrijden | Wedstrijden | Wedstrijden | Wedstrijden | Doelpunten | Doelpunten | Doelpunten | Punten |
| Gespeeld    | Winst       | Gelijk      | Verlies     | Voor       | Tegen      | Saldo      | Punten |
| ----------- | ----------- | ----------- | ----------- | ---------- | ---------- | ---------- | ------ |
| 12          | 5           | 5           | 2           | 16         | 13         | +3         | 1.250  |

## Interlands
|                                                       |          |                                          |         |                                                                                     |
| 28 februari Vriendschappelijk № 69 «onderlinge duels» | Slovenië | 0 – 2                                    | Uruguay | SRC Bonifika Štadion, Koper Toeschouwers: 4.200 Scheidsrechter: Antón Stredak (SVK) |
| 28 februari Vriendschappelijk № 69 «onderlinge duels» |          | 23' Nicolás Olivera 87' Marcelo Zalayeta |         | SRC Bonifika Štadion, Koper Toeschouwers: 4.200 Scheidsrechter: Antón Stredak (SVK) |

|                                                            |                    |       |                      |                                                                                            |
| 24 maart WK-kwalificatie № 70 «onderlinge duels» 17:00 uur | Rusland            | 1 – 1 | Slovenië             | Olympisch Stadion Loezjniki, Moskou Toeschouwers: 33.000 Scheidsrechter: Hugh Dallas (SCO) |
| 24 maart WK-kwalificatie № 70 «onderlinge duels» 17:00 uur | Dmitri Chochlov 9' |       | 21' Aleksander Knavs | Olympisch Stadion Loezjniki, Moskou Toeschouwers: 33.000 Scheidsrechter: Hugh Dallas (SCO) |

|                                                            |                      |       |                    |                                                                                               |
| 28 maart WK-kwalificatie № 71 «onderlinge duels» 20:15 uur | Slovenië             | 1 – 1 | Joegoslavië        | Centralni Stadion za Bežigradom, Ljubljana Toeschouwers: 9.000 Scheidsrechter: Dick Jol (NED) |
| 28 maart WK-kwalificatie № 71 «onderlinge duels» 20:15 uur | Zlatko Zahovič 90+4' |       | 32' Savo Milošević | Centralni Stadion za Bežigradom, Ljubljana Toeschouwers: 9.000 Scheidsrechter: Dick Jol (NED) |

|                                                              |                                                                |       |          |                                                                            |
| 25 april Vriendschappelijk № 72 «onderlinge duels» 20:00 uur | Denemarken                                                     | 3 – 0 | Slovenië | Parken, Kopenhagen Toeschouwers: 32.526 Scheidsrechter: Petteri Kari (FIN) |
| 25 april Vriendschappelijk № 72 «onderlinge duels» 20:00 uur | Jesper Grønkjær 61' Jon Dahl Tomasson 69' (pen.) Ebbe Sand 82' |       |          | Parken, Kopenhagen Toeschouwers: 32.526 Scheidsrechter: Petteri Kari (FIN) |

|                                                          |                                              |       |           | |
| 2 juni WK-kwalificatie № 73 «onderlinge duels» 20:15 uur | Slovenië                                     | 2 – 0 | Luxemburg | Centralni Stadion za Bežigradom, Ljubljana Toeschouwers: 4.500 Scheidsrechter: Bernhard Brugger (AUT) |
| 2 juni WK-kwalificatie № 73 «onderlinge duels» 20:15 uur | Zlatko Zahovič 34' Zlatko Zahovič 65' (pen.) |       |           | Centralni Stadion za Bežigradom, Ljubljana Toeschouwers: 4.500 Scheidsrechter: Bernhard Brugger (AUT) |

|                                                          |             |                         |          |                                                                              |
| 6 juni WK-kwalificatie № 72 «onderlinge duels» 20:15 uur | Zwitserland | 0 – 1                   | Slovenië | St. Jakob-Park, Basel Toeschouwers: 9.000 Scheidsrechter: Jacek Granat (POL) |
| 6 juni WK-kwalificatie № 72 «onderlinge duels» 20:15 uur |             | 82' Sebastjan Cimirotič |          | St. Jakob-Park, Basel Toeschouwers: 9.000 Scheidsrechter: Jacek Granat (POL) |

|                                                                 |                                         |       |                                        |                                                                                                   |
| 15 augustus Vriendschappelijk № 75 «onderlinge duels» 20:00 uur | Slovenië                                | 2 – 2 | Roemenië                               | Centralni Stadion za Bežigradom, Ljubljana Toeschouwers: 4.200 Scheidsrechter: Sead Kulović (BIH) |
| 15 augustus Vriendschappelijk № 75 «onderlinge duels» 20:00 uur | Milenko Ačimovič 55' Zlatko Zahovič 75' |       | 14' Marius Niculae 66' Viorel Moldovan | Centralni Stadion za Bežigradom, Ljubljana Toeschouwers: 4.200 Scheidsrechter: Sead Kulović (BIH) |

|                                                               |                                              |       |                 |                                                                                                  |
| 1 september WK-kwalificatie № 76 «onderlinge duels» 20:15 uur | Slovenië                                     | 2 – 1 | Rusland         | Centralni Stadion za Bežigradom, Ljubljana Toeschouwers: 9.000 Scheidsrechter: Graham Poll (ENG) |
| 1 september WK-kwalificatie № 76 «onderlinge duels» 20:15 uur | Milan Osterc 62' Milenko Ačimovič 90' (pen.) |       | 73' Jegor Titov | Centralni Stadion za Bežigradom, Ljubljana Toeschouwers: 9.000 Scheidsrechter: Graham Poll (ENG) |

|                                                               |                      |       |                      |                                                                                           |
| 5 september WK-kwalificatie № 77 «onderlinge duels» 20:15 uur | Joegoslavië          | 1 – 1 | Slovenië             | Stadion Partizan, Belgrado Toeschouwers: 22.000 Scheidsrechter: Antonio Lopez Nieto (ESP) |
| 5 september WK-kwalificatie № 77 «onderlinge duels» 20:15 uur | Predrag Đorđević 51' |       | 10' Željko Milinovič | Stadion Partizan, Belgrado Toeschouwers: 22.000 Scheidsrechter: Antonio Lopez Nieto (ESP) |

|                                                             |                                                |       |         | |
| 6 oktober WK-kwalificatie № 78 «onderlinge duels» 16:00 uur | Slovenië                                       | 3 – 0 | Faeröer | Centralni Stadion za Bežigradom, Ljubljana Toeschouwers: 8.500 Scheidsrechter: Giorgos Kasnaferis (GRE) |
| 6 oktober WK-kwalificatie № 78 «onderlinge duels» 16:00 uur | Nastja Čeh 13' Nastja Čeh 31' Senad Tiganj 82' |       |         | Centralni Stadion za Bežigradom, Ljubljana Toeschouwers: 8.500 Scheidsrechter: Giorgos Kasnaferis (GRE) |

|                                                                         |                                       |       |                    | |
| 10 november WK-kwalificatie Play-offs № 79 «onderlinge duels» 20:15 uur | Slovenië                              | 2 – 1 | Roemenië           | Centralni Stadion za Bežigradom, Ljubljana Toeschouwers: 9.000 Scheidsrechter: Kim Milton Nielsen (DEN) |
| 10 november WK-kwalificatie Play-offs № 79 «onderlinge duels» 20:15 uur | Milenko Ačimovič 41' Milan Osterc 68' |       | 26' Marius Niculae | Centralni Stadion za Bežigradom, Ljubljana Toeschouwers: 9.000 Scheidsrechter: Kim Milton Nielsen (DEN) |

|                                                                         |                   |       |                    |                                                                                     |
| 14 november WK-kwalificatie Play-offs № 80 «onderlinge duels» 20:15 uur | Roemenië          | 1 – 1 | Slovenië           | Stadionul Steaua, Boekarest Toeschouwers: 30.000 Scheidsrechter: Hellmut Krug (GER) |
| 14 november WK-kwalificatie Play-offs № 80 «onderlinge duels» 20:15 uur | Cosmin Contra 65' |       | 55' Mladen Rudonja | Stadionul Steaua, Boekarest Toeschouwers: 30.000 Scheidsrechter: Hellmut Krug (GER) |

## FIFA-wereldranglijst
| JAN | FEB | MAR | APR | MEI | JUN | JUL | AUG | SEP | OKT | NOV | DEC |
| --- | --- | --- | --- | --- | --- | --- | --- | --- | --- | --- | --- |
| 35  | 37  | 40  | 36  | 38  | 36  | 41  | 44  | 31  | 27  | 27  | 25  |

## Statistieken
| Marko Simeunovič    | 1967-12-06 | Maribor Pivovarna    | 11 | 1 | 0 | 39 | 0  |
| Mladen Dabanovič    | 1971-09-13 | KSC Lokeren          | 1  | 1 | 0 | 18 | 0  |
| Verdediging         |            |                      |    |   |   |    |    |
| Džoni Novak         | 1969-09-04 | SpVgg Unterhaching   | 11 | 0 | 0 | 65 | 2  |
| Aleksander Knavs    | 1975-12-05 | 1. FC Kaiserslautern | 10 | 0 | 1 | 35 | 2  |
| Marinko Galič       | 1970-04-22 | NK Koper             | 9  | 0 | 0 | 60 | 0  |
| Željko Milinovič    | 1969-10-12 | JEF United           | 8  | 0 | 1 | 31 | 3  |
| Muamer Vugdalič     | 1977-08-25 | Maribor Pivovarna    | 4  | 2 | 0 | 11 | 0  |
| Spasoje Bulajič     | 1975-11-24 | 1. FC Köln           | 4  | 1 | 0 | 15 | 1  |
| Matej Šnofl         | 1977-02-21 | Olimpija Ljubljana   | 1  | 0 | 0 | 1  | 0  |
| Goran Sankovič      | 1979-06-18 | Slavia Praag         | 0  | 1 | 0 | 1  | 0  |
| Middenveld          |            |                      |    |   |   |    |    |
| Aleš Čeh            | 1968-04-07 | Grazer AK            | 11 | 0 | 0 | 67 | 1  |
| Miran Pavlin        | 1971-10-08 | FC Porto             | 11 | 0 | 0 | 41 | 4  |
| Zlatko Zahovič      | 1971-02-01 | Benfica              | 7  | 1 | 4 | 60 | 30 |
| Amir Karič          | 1973-12-31 | Maribor Pivovarna    | 7  | 0 | 0 | 38 | 1  |
| Milenko Ačimovič    | 1977-02-15 | Rode Ster Belgrado   | 6  | 3 | 3 | 34 | 9  |
| Saša Gajser         | 1974-02-11 | KAA Gent             | 5  | 3 | 0 | 15 | 1  |
| Zoran Pavlovič      | 1976-06-27 | Austria Wien         | 1  | 9 | 0 | 17 | 0  |
| Nastja Čeh          | 1978-01-26 | Club Brugge          | 1  | 1 | 2 | 2  | 2  |
| Rajko Tavčar        | 1974-07-21 | 1. FC Nürnberg       | 0  | 3 | 0 | 5  | 0  |
| Aanval              |            |                      |    |   |   |    |    |
| Mladen Rudonja      | 1971-07-26 | Portsmouth FC        | 11 | 1 | 1 | 51 | 1  |
| Milan Osterc        | 1975-07-04 | Hapoel Tel Aviv      | 7  | 5 | 2 | 38 | 8  |
| Sebastjan Cimirotič | 1974-09-14 | US Lecce             | 4  | 5 | 1 | 11 | 1  |
| Ermin Rakovič       | 1977-09-07 | Maribor Pivovarna    | 1  | 0 | 0 | 1  | 0  |
| Ermin Šiljak        | 1973-05-11 | Panionios            | 1  | 0 | 0 | 26 | 5  |
| Senad Tiganj        | 1975-08-28 | Olimpija Ljubljana   | 0  | 1 | 1 | 1  | 1  |

NZS · A-internationals · Bondscoaches · Selecties · Statistieken · Sloveens vrouwenelftal · Olympisch elftal · Slovenië U21 · Slovenië U20 · Slovenië U19 · Slovenië U18 · Slovenië U17 · Slovenië U16
1991 – 1999 ·
2000 – 2009 ·
2010 – 2019 ·
2020 − 2029
EK's: 1996 · 
2000 · 
2004 · 
2008 · 
2012 · 
2016 · 
2020 · 
2024
WK's: 1998 · 
2002 · 
2006 · 
2010 · 
2014 · 
2018 ·
2022
1991 · 
1992 · 
1993 · 
1994 · 
1995 · 
1996 · 
1997 · 
1998 · 
1999 · 
2000 · 
2001 · 
2002 · 
2003 · 
2004 · 
2005 · 
2006 · 
2007 · 
2008 · 
2009 · 
2010 · 
2011 · 
2012 · 
2013 · 
2014 · 
2015 · 
2016 · 
2017 · 
2018 ·
2019 ·
2020 ·
2021 ·
2022 ·
2023 ·
2024
Albanië ·
Algerije ·
Argentinië ·
Armenië ·
Australië ·
Azerbeidzjan ·
België ·
Bosnië en Herzegovina ·
Bulgarije ·
Canada ·
China ·
Colombia ·
Cyprus ·
Denemarken ·
Duitsland ·
Engeland ·
Estland ·
Faeröer ·
 Finland ·
Frankrijk ·
Georgië ·
Ghana ·
Gibraltar ·
Griekenland ·
Honduras ·
Hongarije ·
IJsland ·
Israël ·
Italië ·
Ivoorkust ·
Joegoslavië ·
Kazachstan ·
Kosovo ·
Kroatië ·
Letland ·
Litouwen ·
Luxemburg ·
Malta ·
Mexico ·
Moldavië ·
Montenegro ·
Nederland ·
Nieuw-Zeeland ·
Noord-Ierland ·
Noord-Macedonië ·
Noorwegen ·
Oekraïne ·
Oman ·
Oostenrijk ·
Paraguay ·
Polen ·
Portugal ·
Qatar ·
Roemenië ·
Rusland ·
San Marino ·
Saoedi-Arabië ·
Schotland ·
Servië ·
Servië en Montenegro ·
Slowakije ·
Spanje ·
Trinidad en Tobago ·
Tsjechië ·
Tunesië ·
Turkije · 
Uruguay ·
Verenigde Arabische Emiraten ·
Verenigde Staten ·
Wales ·
Wit-Rusland ·
Zuid-Afrika ·
Zweden ·
Zwitserland
Algerije (2010) · 
Engeland (2010) · 
Paraguay (2002) · 
Spanje (2002) · 
Verenigde Staten (2010) · 
Zuid-Afrika (2002)